# Ogden (Utah)
Ogden je správní a největší město v okresu Weber County ve státě Utah. V roce 2010 zde žilo 82 825 obyvatel. Svůj název město dostalo podle Petera Skene Ogdena. Nachází se přibližně 15 km východně od Velkého solného jezera a 60 km severně od Salt Lake City.

## Politika

### Starostové
Starosty města Ogden byli od roku: